# Secvența Hubble

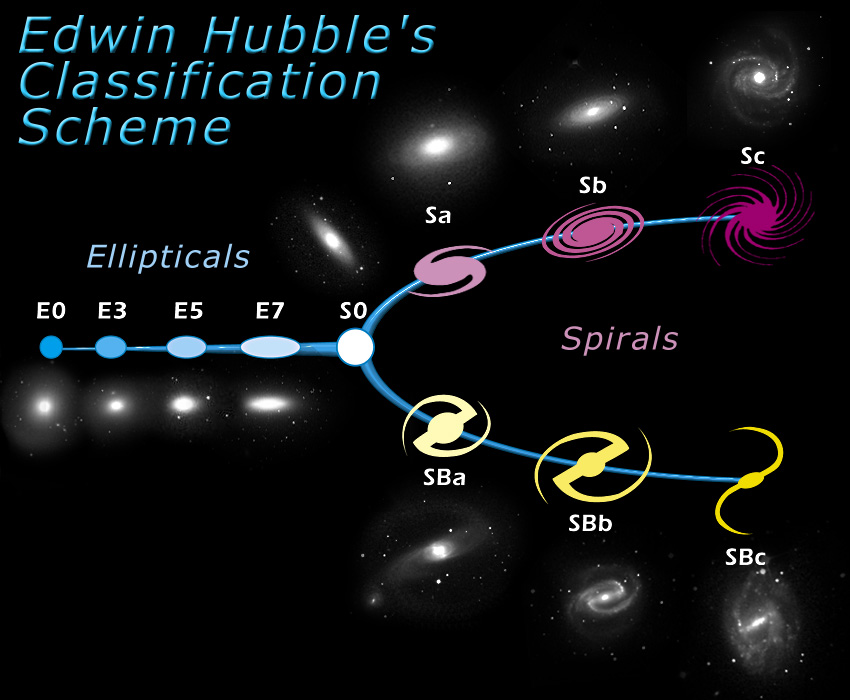
Secvenţa Hubble, cu ramificaţia sa

Secvența Hubble este o schemă de clasificare morfologică pentru galaxii, creată de Edwin Hubble în anul 1936.
Secvența lui Hubble divide galaxiile regulate în trei clase principale: galaxii eliptice, lenticulare și galaxii spirale, bazat pe aspectul lor vizual. Cea de-a patra clasă conține neregulate ca aspect. 